# Nikola Peković
Nikola Peković (cg. ćirilica: Никола Пековић; Bijelo Polje, 3. siječnja 1986.) je umirovljeni crnogorski profesionalni košarkaš. Igrao je na poziciji centra. Vrhunac svoje NBA karijere je ostvario u Minnesota Timberwolves.

## Europska karijera
Karijeru je započeo 2001. u podgoričkom Junioru, a 2002. seli se u Atlas. U Atlasu ostaje 3 sezone, a u ljeto 2005. odlazi u beogradski Partizan. S Partizanom je osvojio tri naslova srpskog prvaka (2006., 2007., 2008.), dva naslova Jadranske lige (2007., 2008.) i srpski kup 2008. Izabran je za MVP Final-Foura Jadranske lige 2008.
U ljeto 2008., odlazi iz Partizana i potpisuje za grčki Panathinaikos. Potpisao je trogodišnji ugovor vrijedan 4 milijuna € po sezoni. Već u prvoj sezoni u Panathinaikosu osvojio je Euroligu 2008./09., pobijedivši u finalu rusku CSKA Moskvu.

## NBA
Na draftu 2008. izabaran je u 2. krugu (31. ukupno) od strane Minnesota Timberwolvesa. 

## Reprezentacija
Nakon raspada Srbije i Crne Gore, Pekoviću je ponuđeno da igra za srpsku reprezentaciju, ali on se je odlučio igrati za crnogorsku reprezentaciju.

## Vanjske poveznice
- Profil  Arhivirana inačica izvorne stranice od 3. veljače 2009. (Wayback Machine) na Basketpedya.com
- Profil na Euroleague.net
- Profil na NLB.com
- NBA draft profil na NBA.com
- Profil na NBAdraft.net
- Profil  Arhivirana inačica izvorne stranice od 2. veljače 2009. (Wayback Machine) na Draftexpress.com